# Bezalles
Bezalles település Franciaországban, Seine-et-Marne megyében. Lakosainak száma 224 fő (2022. január 1.). Bezalles Saint-Hilliers, Bannost-Villegagnon, Beton-Bazoches, Boisdon és Champcenest községekkel határos.

## Népesség
A település népességének változása:
| Lakosok száma | 244  | 252  | 254  | 256  | 241  | 235  | 233  | 230  | 228  | 224  |
|               | 2012 | 2013 | 2015 | 2016 | 2017 | 2018 | 2019 | 2020 | 2021 | 2022 |